# Mordechai Bentov
Mordechai Bentov (en hebreo: מרדכי בנטוב‎), (28 de marzo de 1900 - 18 de enero de 1985) fue un periodista y político israelí. Fue uno de los firmantes de la Declaración de Independencia de Israel.

## Biografía
Nacido Mordechai Gutgeld en Grodzisk Mazowiecki, Imperio Ruso (actualmente Polonia), Bentov estudió derecho durante dos años en la Universidad de Varsovia y fue uno de los miembros fundadores y líderes de Hashomer Hatzair en Polonia. Emigró a Eretz Israel en 1920 y continuó estudiando leyes en Jerusalén. Su hermana menor, Shulamit, que lo siguió en su aliya en 1923 y se convirtió en director y productor de teatro kibutziano para el kibutz Mishmar HaEmek y otros asentamientos comunales.
Bentov dijo más tarde que se encontró por primera vez con el "problema árabe-judío" durante los eventos de 1921, y dijo: "Estaba tendido, armado con un arma, para defender un barrio judío en Yafo. Vi a lo lejos a muchos pobladores árabes con palos y piedras marchando para amotinarse contra los judíos. Después de ellos vi mujeres cargando sacos para recoger el botín.” Estuvo entre los fundadores del kibutz Artzi y fue miembro del kibutz Mishmar HaEmek. En ese momento había ascendido al liderazgo de Hashomer Hatzair y fue uno de sus representantes en la Histadrut y la Organización Sionista Mundial. También fue uno de los componentes la delegación de la Agencia Judía ante las Naciones Unidas en 1947.

### Carrera política

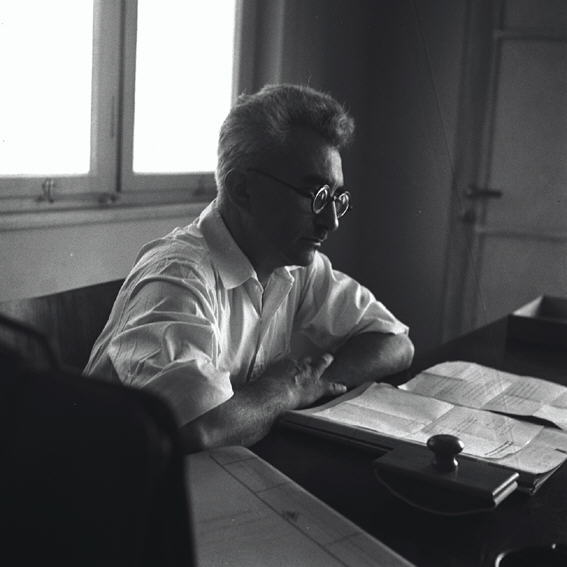
Bentov en 1947

El 14 de mayo de 1948, Bentov fue una de las 37 personas que firmaron la Declaración de Independencia de Israel y fue nombrado Ministro de Trabajo y Construcción en el gobierno provisional. En 1949 fue elegido a la primera Knesset como miembro de Mapam. Fue reelegido en 1951 y 1955, tras lo cual fue nombrado Ministro de Fomento, cargo que ocupó hasta 1961. Aunque perdió su escaño en las elecciones de 1965, fue nombrado Ministro de Vivienda por Levi Eshkol, permaneciendo en el cargo hasta 1969.
Murió en su casa de Mishmar HaEmek el 18 de enero de 1985 y fue enterrado en el kibutz. Su hermana Shulamit murió al mes siguiente y también fue enterrada en el mismo lugar.